# Kenta Shinohara
Kenta Shinohara (篠原 健太?, Shinohara Kenta; Chiba, 9 gennaio 1974) è un fumettista giapponese, autore del manga Sket Dance.

## Biografia
È stato un assistente di Hideaki Sorachi, usando durante quel periodo lo pseudonimo di Shintaroh Nakae. Debutta su Akamaru Jump con la storia Lesser Panda Puppet Show nel 2005, mentre l'anno successivo pubblicherà sulla stessa rivista il one-shot di Sket Dance. Quest'ultima verrà prima pubblicata, sempre come storia autoconclusiva, sul numero 39 del 2006 di Weekly Shōnen Jump e poi serializzata regolarmente sulla stessa rivista dal numero 33 del 2007 fino al numero 32 del 2013. Inoltre nel 2010 il suo manga vince la 55ª edizione del Shogakukan Manga Award come miglior manga shonen.
Dopo la conclusione di Sket Dance ha disegnato la mascotte di Jump Live, Liveman, disegnando sulla stessa rivista anche una miniserie di cinque capitoli con protagonista il supereroe. Torna su Shonen Jump con un autoconclusivo nel numero 18 del 2014 intitolato Eikyuu Fumetsu Devil Point.

## Opere
- Lesser Panda Puppet Show (レッサーパンダ・パペットショー?, Ressā Panda Papetto Shō), one-shot (2005)
- Sket Dance (スケット・ダンス?, Suketto Dansu), one-shot (2006)
- Sket Dance (スケット・ダンス?, Suketto Dansu) (2007–2013)
- Astra - Lost in Space (彼方のアストラ?, Kanata no Asutora) (2016–2017)
- Witch Watch (ウィッチウォッチ?, Witchi Wotchi) (2021–in corso)